# 日野重工業
日野重工業（ひのじゅうこうぎょう）は、日本にかつて存在した企業。日野自動車の前身となる戦時中の軍需産業のひとつ。

## 沿革
- 1942年 - ヂーゼル自動車工業（いすゞ自動車の前身）から日野製造所が独立し、同社を設立。軍用装軌車などを製造。
- 1946年 - 民需転換により日野産業に改称。

## 社長在任者
- 松井命：1942年5月- 1945年11月